# Решетилівська міська територіальна громада
Решетилівська міська громада (до 2017 року — селищна) — територіальна громада в Україні, в Полтавському районі Полтавської області. Адміністративний центр — місто Решетилівка.
Площа громади — 174,26 км², населення — 11 154 мешканці (2018).
Утворена 16 серпня 2016 року шляхом об'єднання Решетилівської селищної ради та Потічанської сільської ради Решетилівського району.
16 січня 2020 року до складу громади добровільно приєднались Остап'ївська сільська рада Великобагачанського району та Калениківська сільська рада Решетилівського району.

## Населені пункти
До складу громади входять 1 місто (Решетилівка), 1 селище (Покровське) і 83 сіл:
- Андріївка
- Бабичі
- Бакай
- Березняки
- Білоконі
- Братешки
- Буняківка
- Бузинівщина
- Ганжі
- Глибока Балка
- Говтва
- Голуби
- Гольманівка
- Демидівка
- Дем'янці
- Дмитренки
- Долина
- Дружба
- Запсілля
- Каленики
- Капустяни
- Киселівка
- Коліньки
- Коломак
- Колотії
- Коржі
- Кривки
- Крохмальці
- Кузьменки
- Кукобівка
- Лиман Другий
- Лиман Перший
- Литвинівка
- Лобачі
- Лучки
- Лютівка
- Малий Бакай
- Миколаївка
- Мирне
- Михнівка
- Молодиківщина
- Мушти
- М'якеньківка
- Нагірне
- Нова Диканька
- Нова Михайлівка
- Нове Остапове
- Олефіри
- Онищенки
- Остап'є
- Паненки
- Пасічники
- Паськівка
- Пащенки
- Писаренки
- Підгір'я
- Підок
- Піщане
- Плавні
- Потеряйки
- Потеряйки-Горові
- Потічок
- Прокопівка
- Пустовари
- Сені
- Славки
- Сухорабівка
- Тривайли
- Тури
- Тутаки
- Уханівка
- Федіївка
- Хоружі
- Хрещате
- Шамраївка
- Шарлаї
- Шевченкове
- Шилівка
- Шишацьке
- Шкурупії
- Шкурупіївка
- Шрамки
- Яценки

17 колишніх сільрад Решетилівського району: Потічанська, Піщанська, Новомихайлівська, Покровська, Кукобівська, Лобачівська, Малобакайська, Сухорабівська, Шилівська, Калениківська, М'якеньківська, Шевченківська, Пащенківська, Демидівська, Федіївська,Лиманська Перша, Лиманська Друга, одна колишня сільрада Козельщинського району Говтвянська та одна колишня сільрада Великобагачанського району Остап'ївська.